# Древоточцы (род)
Древоточцы (Cossus) - род ночных бабочек из семейства Древоточцы.

## Описание
Бабочки от средних до очень крупных размеров. Жилкование крыльев примитивное. Окраска разнообразная, преимущественно буроватая или серая с сетчатым рисунком из мелких пятен и черточек. Хоботок короткий — ротовой аппарат недоразвит. Имаго не питается и живёт за счет запаса питательных веществ, накопленных в стадии личинки. Активны в сумерках и ночью.
Гусеницы довольно крупные с несколько уплощенной головой и хорошо развитым ротовым аппаратом, голые, мясистые, яркой окраски. Ксилофаги, ведут скрытый образ жизни, прогрызают ходы в стволах деревьев или в побегах и корнях травянистых растений. Развитие длится 2—3 года.

## Виды
- Cossus cossus (Linnaeus, 1758)
- Cossus kinabaluensis (Gaede, 1933)